# لي يونغ-جين
لي يونغ-جين (هانغل: 이영진) هو لاعب كرة قدم ومدرب كرة قدم كوري جنوبي في مركز الدفاع، ولد في 27 مارس 1972 في كوريا الجنوبية. شارك مع منتخب كوريا الجنوبية لكرة القدم. أما مع النوادي، فقد لعب مع نادي سونغنام.

## وصلات خارجية
- لي يونغ-جين على موقع دوري كوريا الجنوبية (الإنجليزية)
- لي يونغ-جين على موقع ناشيونال فوتبول تيمز (الإنجليزية)